# Liste der Baudenkmäler in Schöngeising

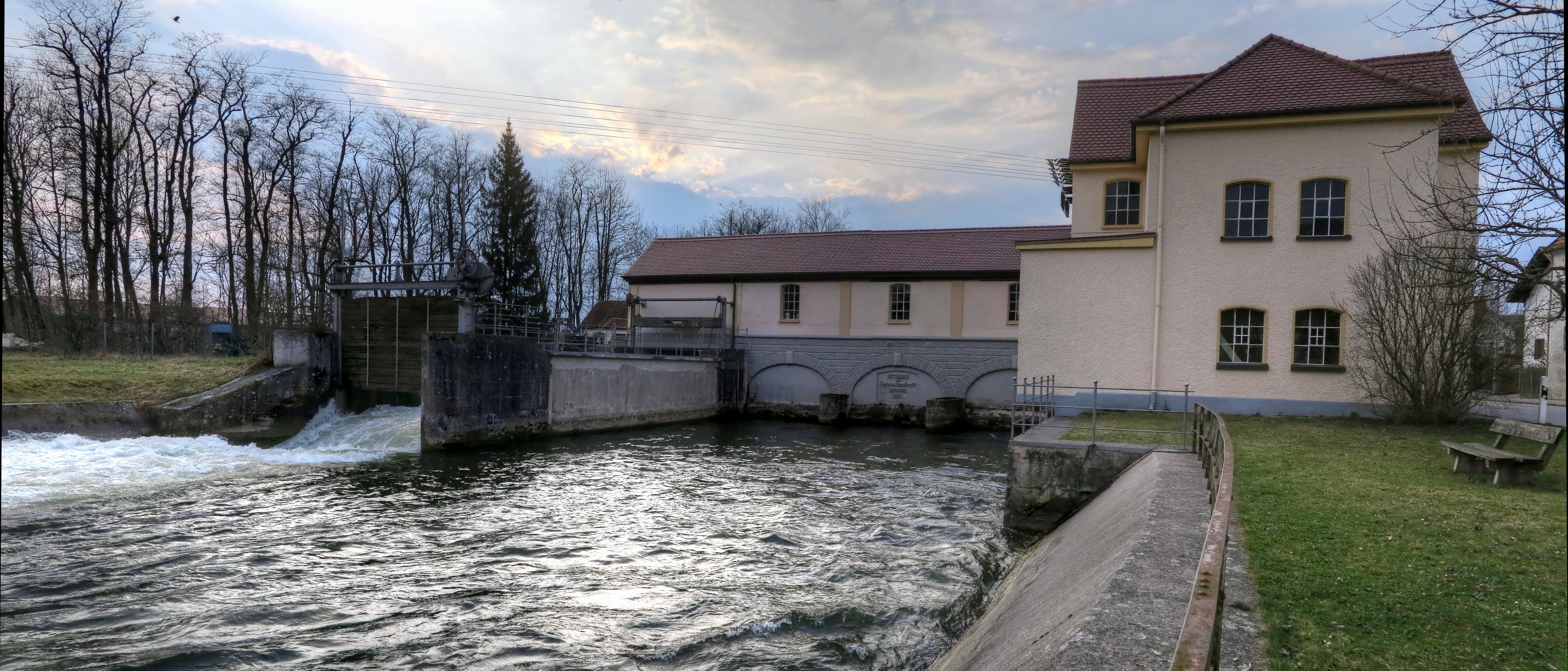
Amperkraftwerk in Schöngeising

Auf dieser Seite sind die Baudenkmäler in der oberbayerischen Gemeinde Schöngeising zusammengestellt. Diese Tabelle ist eine Teilliste der Liste der Baudenkmäler in Bayern. Grundlage ist die Bayerische Denkmalliste, die auf Basis des Bayerischen Denkmalschutzgesetzes vom 1. Oktober 1973 erstmals erstellt wurde und seither durch das Bayerische Landesamt für Denkmalpflege geführt wird. Die folgenden Angaben ersetzen nicht die rechtsverbindliche Auskunft der Denkmalschutzbehörde.

## Baudenkmäler nach Ortsteilen

### Schöngeising
| Lage                                                                 | Objekt                                                                  | Beschreibung | Akten-Nr.     | Bild                                                                    |
| -------------------------------------------------------------------- | ----------------------------------------------------------------------- | --- | ------------- | ----------------------------------------------------------------------- |
| Amperstraße 1 (Standort)                                             | Ehemals Taglöhnerhaus                                                   | erdgeschossiger Putzbau mit tief heruntergezogenem Satteldach und verzierter Haustür, um 1870/80 | D-1-79-147-8  | Ehemals Taglöhnerhaus                                                   |
| Amperstraße 2 (Standort)                                             | Katholisches Pfarrhaus                                                  | zweigeschossiger Walmdachbau auf Hochkeller mit Fenstererker, 1818; Bildstock, sogenannte Heiligensäule, Pfeiler aus vier Säulen mit Nischenhäuschen, wohl mittelalterlich | D-1-79-147-2  | weitere Bilder                                                          |
| Amperstraße 3 (Standort)                                             | Elektrizitätswerk                                                       | Amperkraftwerk (Laufwasserkraftwerk) bei der Nadelinsel, Verwaltungs- und Maschinengebäude mit Wehranlage; spätklassizistischer Putzbau mit Sattel- und Walmdach, nach Planung von Oskar von Miller, bezeichnet „Betonbau von Thormann, Schneller & Co., Augsburg 1891“; 1892 in Betrieb genommen, 1911 zum Überlandkraftwerk ausgebaut                                                                         | D-1-79-147-17 | weitere Bilder                                                          |
| Amperstraße 8 (Standort)                                             | Wohnhaus der ehemaligen Wassermühle und Zweihof (genannt Zum Mühlbauer) | zweigeschossiger Putzbau auf hohem Kellergeschoss mit Satteldach, im Kern 18. Jahrhundert, Umbau 1919; Stallstadel, eingeschossiger verputzter Ziegelbau mit Halbgeschoss und Satteldach, rückwärtige Hochtenne, 18./19. Jahrhundert | D-1-79-147-21 | Wohnhaus der ehemaligen Wassermühle und Zweihof (genannt Zum Mühlbauer) |
| Amperstraße 9 (Standort)                                             | Wohnhaus                                                                | erdgeschossiges Kleinhaus mit Kniestock auf hohem Kellergeschoss im Stil eines Landhauses, mit Satteldach und Giebellaube, um 1900 | D-1-79-147-20 | Wohnhaus                                                                |
| Amperstraße 19 (Standort)                                            | Ehemals Bauernhof                                                       | zweigeschossiger verputzter Einfirsthof mit Satteldach, 2. Hälfte 19. Jahrhundert | D-1-79-147-9  | Ehemals Bauernhof                                                       |
| Amperstraße 22 (Standort)                                            | Bildstock, sogenannte Heiligensäule                                     | wohl mittelalterlich | D-1-79-147-3  | Bildstock, sogenannte Heiligensäule                                     |
| Amperstraße 28 (Standort)                                            | Forsthaus Schöngeising-Nord                                             | erdgeschossiger Klinkerbau mit befenstertem Kniestock, Satteldach und getrepptem Zierfries am Giebel, letztes Viertel 19. Jahrhundert | D-1-79-147-10 | Forsthaus Schöngeising-Nord                                             |
| Brucker Straße (in der modernen Kriegergedächtniskapelle) (Standort) | Madonnenfigur                                                           | von Melchior Seidl, 1691 | D-1-79-147-5  | Madonnenfigur                                                           |
| Brucker Straße 12 (Standort)                                         | Wegkreuz                                                                | gusseiserner Corpus auf Holzkreuz, um 1900 | D-1-79-147-13 | Wegkreuz                                                                |
| Kirchstraße 6 (Standort)                                             | Katholische Pfarrkirche St. Johannes Baptist                            | barocker Saalbau mit dreiseitigem Chorschluss, angefügter zweigeschossiger Sakristei und Nordturm mit Zwiebelhaube, Neubau 1683; mit Ausstattung; auf dem Friedhof: Grabkreuz für Curat Expositus Michael Mehrle bei Grabstätte Riedl, schmiedeeisern im klassizistischen Stil, um 1830/1840; Grabstätte Weinzierl, mit neubarocker Florafigur, um 1910/1920; Corpus des Friedhofkreuzes, Holz, 18. Jahrhundert | D-1-79-147-1  | weitere Bilder                                                          |
| Orlando-di-Lasso-Straße 2 (Standort)                                 | Forsthaus Schöngeising-Süd                                              | erdgeschossiger Klinkerbau, mit befenstertem Kniestock, Satteldach und getrepptem Zierfries am Giebel, letztes Viertel 19. Jahrhundert | D-1-79-147-15 | Forsthaus Schöngeising-Süd                                              |

### Jexhof
| Lage              | Objekt                                                                              | Beschreibung | Akten-Nr.     | Bild           |
| ----------------- | ----------------------------------------------------------------------------------- | --- | ------------- | -------------- |
| Jexhof (Standort) | Ehemaliger Einödhof Jexhof, jetzt Bauernhofmuseum des Landkreises Fürstenfeldbruck: | Ehemaliges Bauernhaus mit Rossstall, zweigeschossiger Putzbau mit Satteldach, vor 1811, baulich verändert um 1900; Ehemaliger Kuhstall mit Stadel, zweigeschossiger Satteldachbau, Erdgeschoss teilweise massiv, bezeichnet 1931; Stadel, teilmassiver Satteldachbau, 1897; Stadel, erdgeschossiger Holzständerbau mit Satteldach, 1943; Ehemaliger Hühnerstall, kleiner Putzbau mit Satteldach, um 1934; Backhaus mit Remise, teilmassiver erdgeschossiger Satteldachbau mit Krangaube, 1891; Göplhaus, angebauter Massivbau mit Satteldach, 1894, baulich verändert 1930 und 1960; alle Bauteile mit alter Ausstattung und musealer Einrichtung Siehe auch: Denkmalschutzmedaille 2018 | D-1-79-147-18 | weitere Bilder |

### Zellhof
| Lage                       | Objekt                        | Beschreibung | Akten-Nr.     | Bild           |
| -------------------------- | ----------------------------- | --- | ------------- | -------------- |
| Zellhofstraße 1 (Standort) | Ehemals Remontegut Zellhof    | Haufenhof an Stelle mehrerer Vorgängerbauten: Gutshaus, zweigeschossiger Putzbau mit steilem Satteldach und doppelter Kranluke am Giebel, bezeichnet 1830, im Kern 18. Jahrhundert; Stallstadel, zweiflügeliger verputzter Satteldachbau, um 1870; Ehemalige Käserei, schmaler erdgeschossiger Massivbau mit Satteldach, im Kern noch 18. Jahrhundert; Generatorenhaus, verbretterter Holzständerbau mit Transmissionsgaube, 1902; mit Ausstattung | D-1-79-147-19 | weitere Bilder |
| Zellhofstraße 3 (Standort) | Katholische Kapelle St. Vitus | romanischer Saalbau mit eingezogenem gerade schließendem Chor und Dachreiter, 12./13. Jahrhundert, im 17./18. Jahrhundert erweitert und barockisiert; mit Ausstattung; Friedhofsmauer, massiv; Grabkreuze im aufgelassenen Friedhof, 18.–20. Jahrhundert | D-1-79-147-7  | weitere Bilder |

## Ehemalige Baudenkmäler
Die folgenden Objekte wurden aus der Bayerischen Denkmalliste gestrichen.

| Lage                                      | Objekt      | Beschreibung | Akten-Nr. | Bild        |
| ----------------------------------------- | ----------- | --- | --------- | ----------- |
| Schöngeising Brucker Straße 6 (Standort)  | Haustür     | neugotische Flachschnitzerei, um 1860/70                                                                                   |           | Haustür     |
| Schöngeising Brucker Straße 11 (Standort) | Gedenktafel | Gedenktafel zur Erinnerung an das Landgut des Kapellmeisters Orlando di Lasso (1532–94) in Schöngeising, von I. Kopp, 1907 |           | Gedenktafel |

## Siehe auch

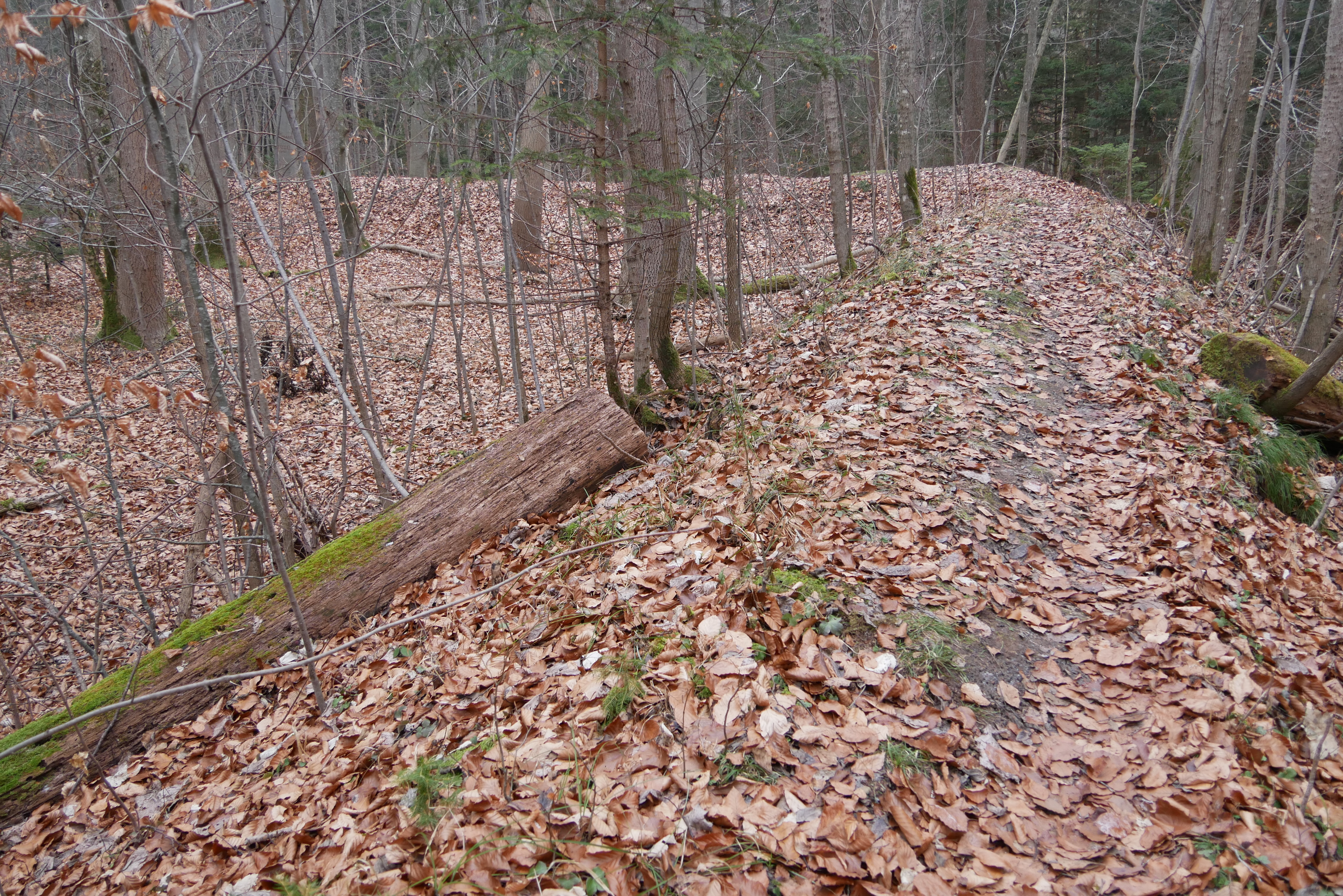
Bodendenkmal: hervorragend erhaltene Viereckschanze